# レッドフード
レッドフード（英: Red Hood）は、DCコミックスの出版するアメリカン・コミックスに登場する架空の人物の名称。ジェイソン・トッドの別称として知られる。

## キャラクター

### ジョーカー
レッドフードは"Detective Comics ＃168"（1951年2月）の「The Man Behind The Red Hood!」で初登場した。この男はドーム型の赤いヘルメット、タキシード、赤いケープを身につけ100万ドルを盗むために化学工場へ現れた。レッドフードはバットマンに追い詰められて化学薬品で満たされたタンクに飛び込むが、化学薬品の中をヘルメットに内蔵されている特殊な呼吸装置によって生き延びる。化学薬品の影響で男は髪は緑色に、肌は漂白され、唇は真っ赤に変化した。そして男は発狂し、自身をジョーカーと名乗り始めバットマンの宿敵となった。

### ジェイソン・トッド
新たなレッドフードが"Batman #635"（2005年2月）の「Batman: Under the Hood」で登場した。2番目のロビンであるジェイソン・トッドは「Batman: A Death in the Family」でジョーカーによって殺害されたが、ラーズ・アル・グールが所有するラザラス・ピットへ入れられ蘇生する。ラザラス・ピットはジェイソンの容姿と性格を歪ませ、彼はレッドフードとなった。ジェイソンはジョーカーを捕まえると、過去に自分がされたようにバールでジョーカーを叩きのめした。さらにゴッサム・シティ中のギャングを殺害していき腐敗した街を浄化していった。

## 書誌情報

### 翻訳版
- バットマン:アンダー・ザ・レッドフード

小学館集英社プロダクション刊2013年12月18日発売。ISBN 978-4796871945
- レッドフード＆アウトローズ

小学館集英社プロダクション刊2016年09月07日発売。ISBN 978-4796876216
- レッドフード:ロスト・デイズ

小学館集英社プロダクション刊2016年11月16日発売。ISBN 978-4796876179

### 原語版

#### レッドフード
| タイトル                                                  | 出版年     | ISBN           |
| --------------------------------------------------------- | ---------- | -------------- |
| Batman: Red Hood - The Lost Days                          | 2011年6月  | 978-1401231644 |
| Batman: Under the Red Hood                                | 2011年8月  | 978-1401231453 |
| Red Hood/Arsenal Vol.1: Open For Business                 | 2016年4月  | 978-1401261542 |
| Red Hood/Arsenal Vol.2: Dancing with the Devil's Daughter | 2016年10月 | 978-1401264895 |

#### レッドフード＆アウトローズ
| タイトル                                            | 出版年     | ISBN           |
| The New 52                                          | The New 52 | The New 52     |
| --------------------------------------------------- | ---------- | -------------- |
| Red Hood and the Outlaws Vol.1: REDemption          | 2012年11月 | 978-1401237127 |
| Red Hood and the Outlaws Vol.2: The Starfire        | 2013年7月  | 978-1401240905 |
| Red Hood and the Outlaws Vol.3: Death of the Family | 2013年12月 | 978-1401244125 |
| Red Hood and the Outlaws Vol.4: League of Assassins | 2014年6月  | 978-1401246365 |
| Red Hood and the Outlaws Vol.5: The Big Picture     | 2014年12月 | 978-1401250485 |
| Red Hood and the Outlaws Vol.6: Lost and Found      | 2015年6月  | 978-1401253424 |
| Red Hood and the Outlaws Vol.7: Last Call           | 2016年1月  | 978-1401258566 |
| DC Rebirth                                          |            |                |
| Red Hood and the Outlaws Vol.1: Dark Trinity        | 2017年4月  | 978-1401268756 |
| Red Hood and the Outlaws Vol.2: Who is Artemis?     | 2017年10月 | 978-1401273996 |
| Red Hood and the Outlaws Vol.3: Bizarro Reborn      | 2018年4月  | 978-1401278373 |

## スピンオフ
タイニー・タイタンズ
ティーン・タイタンズのメンバーが小学生となった日常を描いた作品。赤いバケツを被り「ジェイソン・トドラー」として登場している。

## その他のメディア

### 映画
ニンジャバットマン (2018年)

### ドラマ
GOTHAM/ゴッサム (2014年-2019)

### アニメ
バットマン:ブレイブ&ボールド (2008年-2011年)
声 - ジェフ・ベネット
バットマン:アンダー・ザ・レッドフード (2010年)
声 - ジェンセン・アクレス
バットマン:キリングジョーク (2016年)
声 - マーク・ハミル

### ゲーム
バットマン アーカム・ナイト (2015年)
声 - トロイ・ベイカー
インジャスティス 2 (2017年)
声 - キャメロン・ボーウェン
「Injustice 2 - Introducing Red Hood!」 - YouTube
ゴッサム・ナイツ (2022年)
声 - ステファン・オヨン